# Peretz Smolenskin

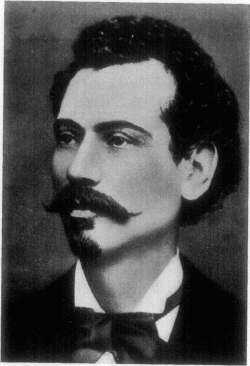
Peretz Smolenskin (ca. 1865)

Peretz ben Mosche Smolenskin (auch: Peretz Smolenski, Peres Smolenskin, Smolensky oder Perez Smolenskin; * 25. Februar 1842 in Monastyrschtschina bei Smolensk; † 1. Februar 1885 in Meran) war ein russischer Jude, der als Romancier und Publizist sowie als Förderer des Hebräischen bekannt wurde.

## Leben
1868 gründete Smolenskin in Wien die hebräische Monatsschrift Haschachar (dt. Die Morgenröte), die unter seiner Herausgeberschaft zur bedeutendsten literarischen Plattform der späten Haskala wurde und in der er Orthodoxie und Assimilation gleichermaßen bekämpfte.
Auf der Suche nach einem Mittelweg zwischen orthodoxer Feindseligkeit gegenüber aufklärerischen Ideen einerseits und assimilatorischen Tendenzen andererseits plädierte Smolenskin für ein erneuertes jüdisches Nationalbewusstsein.
Er gehörte 1882 zu den Mitbegründern der ersten jüdisch-nationalen Studentenverbindung Kadimah in Wien (‚Vorwärts', von Smolenskin stammt auch der Name der Organisation).
Smolenskin war ein leidenschaftlicher Advokat der hebräischen Sprache und Literatur, seiner Ansicht nach die unerlässlichen Grundlagen jüdisch-nationaler Identität und – bis auf weiteres – Ersatz für einen eigenen Staat.
Aufgrund seines Wirkens gilt Smolenskin als Wegbereiter des Zionismus. Im Jahr 1883 erkrankte er an Tuberkulose und zog aufgrund des günstigen Alpenklimas von Wien nach Meran um. Er starb im Februar 1885 und wurde auf dem alten jüdischen Friedhof von Meran begraben. 1952 wurden seine sterblichen Überreste nach Jerusalem gebracht und in einem Staatsbegräbnis auf dem Har HaMenuchot beigesetzt.

## Werke
- Ha-toe be-darke ha-chajim („Der Irrende auf den Lebenswegen“), Roman eines vergeblichen Suchers, teils autobiografisch (1876)